# 5,10,15,20-四(4-磺酸基苯基)卟啉
5,10,15,20-四(4-磺酸基苯基)卟啉是一种有机化合物，化学式为C44H30N4O12S4。它可由四苯基卟啉和硫酸加热反应，或直接和氯磺酸反应得到。它和金属盐反应，可以得到相应的配合物。